# Gretl Braun
Margarete Berta „Gretl” Braun (n. 31 august 1915 - d. 10 octombrie 1987) a fost una dintre cele două surori ale Evei Braun. Ea a făcut parte din cercul social restrâns al lui Adolf Hitler de la Berghof. S-a căsătorit cu Gruppenführer-SS Hermann Fegelein, un ofițer de legătură al personalului lui Hitler, pe 3 iunie 1944. Fegelein a fost împușcat pentru dezertare în ultimele zilele ale celui de-al Doilea Război Mondial. Gretl a devenit cumnata dictatorului nazist în urma căsătoriei lui cu Eva pentru mai puțin de 40 de ore, înainte ca cei doi să se sinucidă împreună.

## Biografie

### Copilăria și tinerețea
Braun a fost cea mai mică dintre cele trei fiice ale profesorului de școală Friedrich „Fritz” Braun și ale croitoresei Franziska „Fanny” Kronberger. După ce a renunțat la școala gimnazială din satul Medingen la vârsta de șaisprezece ani, a lucrat ca funcționar la compania de fotografie a lui Heinrich Hoffmann, fotograful oficial al Partidului Național-Socialist German, la care a lucrat și sora ei, Eva. Hitler le-a oferit surorilor un apartament cu trei dormitoare în Munchen în august 1935, iar anul următor o vilă în Bogenhausen. Tatăl lor nu a fost mulțumit de acest aranjament și le-a scris pentru a protesta în acest sens. Surorile erau fotografi pasionați; în 1943 Gretl a urmat școala de fotografie bavareză de stat.

### Cu Eva la Berghof
Gretl a petrecut mult timp cu Eva la reședința lui Hitler din Obersalzberg din Alpii bavarezi, unde a însuflețit atmosfera formală distrându-se, fumând și flirtând cu ofițerii. Potrivit secretarei lui Hitler, Traudl Junge, Hitler i-a explicat îndelung de ce detestata fumatul, însă ea nu a renunțat la obișnuință. Gretl s-a îndrăgostit de Obersturmbannführer-SS Fritz Darges, pe care Hitler l-a destituit însă și l-a fost trimis la comanda unei unități de pe frontul de est în urma unui comentariu nepotrivit la o întâlnire din 1944.

### Mariajul
Pe 3 iunie 1944 s-a căsătorit cu Gruppenführer-SS Hermann Fegelein care a ocupat funcția de ofițer de legătură al lui Heinrich Himmler cu personalul lui Hitler. Nunta a avut loc la Palatul Mirabell din Salzburg, iar Hitler, Himmler și Martin Bormann au fost prezenți în calitate de martori. Sora ei Eva a făcut toate aranjamentele de nuntă. Apoi au urmat o recepție de nuntă la Berghof și o petrecere la Kehlsteinhaus („Cuibul vulturului”) în Obersalzberg ce au durat trei zile. Căsătoria i-a oferit lui Hitler o legătură formală cu Eva și un motiv pentru a o include în funcțiile publice. Fegelein era un afemeiat cunoscut și avea multe relații extraconjugale.

### Căderea celui de-al Treilea Reich

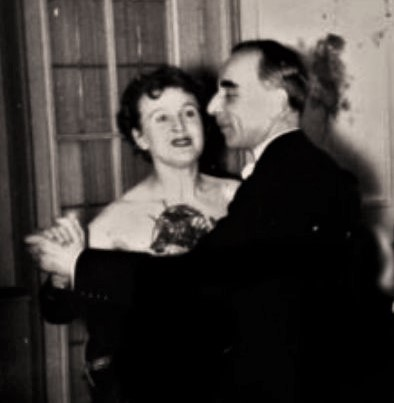
Gretl Braun împreună cu cel de-al doilea soț, Kurt Berlinghoff

La trei zile de la nunta lui Gretl au avut loc debarcările din Normandia. Scena socială de la Berghof s-a încheiat definitiv pe 14 iulie 1944 când Hitler a plecat spre sediul său militar, de unde nu s-a mai întors niciodată. Pe 19 ianuarie 1945 Gretl și Eva au ajuns la Cancelaria Reichului din Berlin, dar au plecat pe 9 februarie la Berchtesgaden, de unde Eva s-a întors mai târziu singură. Pe 23 aprilie Eva i-a scris lui Gretl ultima scrisoare, în care i-a cerut să distrugă toate documentele de afaceri, dar să păstreze corespondența personală sau să o îngroape. Niciunul dintre aceste documente nu a fost găsit ulterior.
Gretl era însărcinată și încă se afla la Berghof când soțul ei a fost arestat pentru dezertare pe 28 aprilie 1945 într-un apartament din Berlin, dispărând din Führerbunker. Inițial Hitler a vrut să-i ordone lui Fegelein să participe la apărărarea Berlinului, fără să o consulte pe Eva, însă după ce a aflat despre oferta lui Himmler de a se preda Aliaților, a ordonat arestarea lui Himmler și împușcarea lui Fegelein. Hitler s-a căsătorit cu Eva Braun în primele ore ale dimineții din 29 aprilie. În după-amiaza zilei de 30 aprilie cuplul s-a sinucis. Pe 5 mai 1945 la Obersalzberg, Gretl a născut o fată pe care a numit-o Eva Barbara în amintirea surorii sale. 

### Viața ulterioară
Gretl Braun s-a căsătorit cu Kurt Berlinghoff pe 6 februarie 1954 în München. Fiica ei, Eva Barbara, s-a sinucis pe 25 aprilie sau 28 iunie 1975 după ce iubitul ei a murit într-un accident de mașină. Gretl a decedat pe 10 octombrie 1987 în Steingaden, Bavaria, la vârsta de 72 de ani.